# Oncopsis kogotensis
Oncopsis kogotensis är en insektsart som beskrevs av Matsumura 1912. Oncopsis kogotensis ingår i släktet Oncopsis och familjen dvärgstritar. Inga underarter finns listade i Catalogue of Life.